# Церковь Преображения Господня (Спас-Косицы)
Церковь Преображения Господня — православный храм в деревне Спасс-Косицы Наро-Фоминского городского округа Московской области. Входит в состав Наро-Фоминского благочиния Одинцовской епархии Русской православной церкви.

## История
Пятиглавый, четырёхстолпный, украшенный пилястрами, с отдельно стоящей массивной трёхъярусной колокольней, храм Преображения Господня был построен графом Александром Шуваловым собственном имении в 1767 году. Здание строилось по начальному проекту известного архитектора Карла Бланка, с некоторыми изменениями, в стиле екатерининского барокко — переходного сочетания зрелого барокко и раннего классицизма. В церкви было устроено три придела: главный — Преображения и боковые — Алексия, митрополита Московского, и великомученицы Екатерины.
Храм пережил богоборческую кампанию 1930-х годов. Во время Великой Отечественной войны храм стал площадкой драматического эпизода: при наступлении Красной армии в январе 1942 года, гитлеровцы сожгли деревню Спасс-Косицы, а её жителей (и из окрестных деревень), всего около семисот человек, отобрав верхнюю одежду, заперли в помещении церкви. Там их держали 5 суток, пока, 16 января, не были с боем освобождены передовым отрядом 1293 полка 160-й дивизии 33 армии. Закрыли церковь в 1961 году, а в 2001 году вновь был зарегистрирован приход.
Находящаяся рядом Дмитровская церковь-колокольня той же постройки, пока для регулярных богослужений не используется.